# Сологуб, Георгий Павлович
Георгий Павлович Сологуб (05.09.1923 — 2002) — директор Очёрской специальной школы трудновоспитуемых и несовершеннолетних правонарушителей, Пермская область. Герой Социалистического Труда. Заслуженный учитель школы РСФСР.

## Биография
Родился 5 сентября 1923 года в селе Асмоловичи Мстиславского района Могилёвской области. Белорус. В 1930-х годах семья была репрессирована и в качестве спецпереселенцев выслана на Урал. Жили в посёлке Шордын Гайнского района Коми-Пермяцкого автономного округа Пермской области. После окончания Гайнской средней школы в 1941 году поступил в Кудымкарский учительский институт.
В сентябре 1942 года был призван в Красную Армию. Во время войны был командиром батареи 240-го миномётного полка 4-й гвардейской танковой армии. Участвовал в разгроме немецкой группировки на Орловско-Курской дуге. Под Львовом был дважды ранен. Войну закончил в Праге. Награждён многими орденами и медалями.
После войны продолжил учёбу, окончил Молотовский педагогический институт. Работал учителем русского языка и литературы, завучем в средней школе в рабочем посёлке Тёплая Гора Горнозаводского района Перми, завучем и с 1956 года директором школы № 8 города Чусовой.
В 1967 году был назначен директором специальной школы трудновоспитуемых и несовершеннолетних правонарушителей в городе Очёр и руководил этим учебным заведением почти 20 лет.
В сложных условиях подтвердил свой талант педагога, организатора и воспитателя. Продуманно сочетал обучение и трудовую деятельность подростков, развитие индивидуальных технических, спортивных, художественных талантов подопечных. По его инициативе школьные мастерские были переоборудованы. Одним из лозунгов нового директора был: 

«Мы должны выполнять серьёзную работу, а не играть в неё. И если у нас это получится, — с нами будут считаться, нас будут уважать».

Удалось получить несколько станков и заказы с завода «Торгмаш», из машиностроительного объединения им. Дзержинского. Применяя свою систему обучения, Г. П. Сологуб добился поразительных успехов. Учащиеся спецшколы не только хорошо работали, но и отлично учились, многие окончили школу с медалью, вышли в люди, стали ценными специалистами. Около 1300 ребят прошли школу Сологуба, 92 % выпускников успешно продолжили учёбу. Опыт работы Очёрской спецшколы был признан лучшим в Советском Союзе.
Указом Президиума Верховного Совета СССР от 17 августа 1983 года Сологубу Георгию Павловичу присвоено звание Героя Социалистического Труда с вручением ордена Ленина и золотой медали «Серп и Молот».
В 1987 году Г. П. Сологуб вышел на пенсию, продолжая до 1989 года работать учителем в этой же школе. 
Жил в городе Очёр. Скончался в 2002 году.

## Награды и признание
Награждён 
- Ленина,
- Октябрьской Революции,
- Отечественной войны 1-й степени,
- Орден Славы 3-й степени,
- медалями, в том числе «За отвагу».

Удостоен званий:
- Героя Социалистического Труда (Указ от 17.08.1983)
- Заслуженный учитель школы РСФСР
- Отличник народного просвещения.
- Почётный гражданин г. Очёр (1995).